# 天道なびき
天道 なびき（てんどう なびき）は、高橋留美子の漫画『らんま1/2』、及びその派生作品に登場する架空の人物。アニメでの声優は高山みなみ。ドラマでは西山茉希が演じた。

## 概要
天道家の次女で、天道あかねの次姉。17歳。「お金の奴隷」を自称する守銭奴。
漫画やアニメでは風林館高校の2年生だが、ドラマでは高校生ではなくキャバクラ嬢という設定に変更されている。

## 人物
ショートボブの茶髪の美少女。スタイル抜群で、特にバストは早乙女乱馬（女状態）やシャンプーにも劣らない。しかしその性格は自他共に認める相当な守銭奴で乱馬やあかねからは恐れられている。また、無差別女好きなはずの八宝斎も、なびきには近づこうとさえしなかった。
金を得るためには手段を選ばず、如何なる状況下でも稼げるときはきっちり稼ぐ。武道家の娘だが武道の稽古はしておらず、「道場を売り飛ばして一生遊んで暮らすのが夢」とのこと。あかねや女らんまの写真を隠し撮りして販売している。あかねより女らしいと自負しているが、自分の写真で儲けようと考えない。ただし、需要はあるようで、なびき自身も何度か隠し撮りをされている。
男性とデートを繰り返しており、妹から「男好き」と言われたこともある。ただしそこには恋愛感情は存在せず、金を貢がせるのが目的。金のためには脅迫も辞さず、ラブレターをコピーしてばらまくという脅しをかけたこともある。男の扱いは上手く、特に乱馬や九能帯刀の扱いに長けている。
ちゃっかりした性格だが、同時に冷静沈着で頭の回転が速い。大抵の出来事には動じず、冷静に傍観してツッコミを入れる。一方で、物事を大げさに吹聴して話をややこしくすることも多いが、自分に非がある場合でも基本的に反省することも謝ることもない。怒ることは滅多にないが、怒ると陰湿な仕返しを行う。
天道家の人間では珍しく、他人を軽視する発言をたびたび行っており、また家族に対する素行も良いとは言い難い。あかねの物（主に衣服）を勝手に永久拝借することもしばしばだが、あかねに面と向かって「ひねくれていて冷たい」と言われたときは、さすがにショックを受けていた。
乱馬からは「凶悪」という印象を持たれている。なびきは当初、乱馬のことを「小心者」と馬鹿にしていたが、後に乱馬が母親から逃げ回っているのを見て、既に母親と死別しているため「私やあかねはどんなに会いたくても母親に会えない」と厳しく諌めるなど、情のある一面も見せている。「なびき姉ちゃん」「なびき」と乱馬からは呼ばれている。
私服は男性風で短パンやオーバーオール姿が多く、体操着もブルマーではなくジャージズボン姿。
水着は原作ではビキニばかりだが、アニメ版では全てハイネックかつ紫色のハイレグで統一されている。

## なびきが関係あるもの
キング
声 - 青野武
過去の因縁から乱馬にギャンブル勝負を仕掛けてきた屋台のイカサマ師（自称「博打王」）。普段は傍観者に徹するなびきだが、道場を、そして自分の部屋を賭けの担保にされ、珍しく本気を出してキングと勝負する。